# Władysław Flont
Władysław Flont pseud.: Grandziarz, Grandziarzon, Klawiszon (ur. 3 stycznia 1915 w Radomiu, zm. 1 lutego 1988 w Jedlni-Letnisku) – podoficer Wojska Polskiego, podporucznik  łączności Armii Krajowej, cichociemny.

## Życiorys
W 1931 ukończył Miejską Szkołę Rzemieślniczo-Przemysłową w Radomiu i podjął pracę w Państwowej Wytwórni Prochu w Pionkach i od 1936 roku przy budowie fabryki celulozy w Niedomicach jako ślusarz-brygadzista. W latach 1936–1937 odbył służbę w 1 dywizjonie pociągów pancernych.
We wrześniu 1939 roku służył w 10 pułku strzelców konnych 10 Brygady Kawalerii Zmotoryzowanej. 19 września przekroczył granicę polsko-węgierską. W styczniu 1940 roku znalazł się we Francji, gdzie do czerwca 1940 roku służył w plutonie motocyklowym 10 pułku strzelców konnych 10 Brygady Kawalerii Pancernej. 18 czerwca dostał się do niewoli niemieckiej, z której uciekł 29 czerwca, przedostał się do północnej Afryki, gdzie został internowany (do grudnia 1942 roku). Następnie przebywał w Wielkiej Brytanii.
Zgłosił się do służby w kraju, został przydzielony do Sekcji Dyspozycyjnej Naczelnego Wodza. Przeszedł szkolenie w radiotelegrafii i dywersji. Został zaprzysiężony 19 stycznia 1944 roku, przeniesiony do Oddziału VI Sztabu Naczelnego Wodza i przerzucony do Głównej Bazy Przerzutowej w Brindisi we Włoszech. Zrzucony do Polski w nocy z 16 na 17 października 1944 roku w ramach operacji lotniczej o kryptonimie „Wacek 1”.
Dostał przydział do Oddziału V Okręgu Łódź, gdzie pozostawał w dyspozycji oficera radiołączności „Bugaja”. Na rozkaz komendanta głównego AK z 16 listopada 1944 roku miał przejść do Komendy Głównej, co zostało uniemożliwione przez aresztowanie „Bugaja” 25 listopada 1944 roku. Od grudnia 1944 roku do stycznia 1945 roku służył jako radiotelegrafista w plutonie łączności Oddziału V Podokręgu Piotrków Trybunalski.
9 marca 1945 roku został aresztowany przez NKWD i zwolniony na mocy amnestii 8 października 1945 roku. Wyjechał z kraju i 11 marca 1946 roku zameldował się w Oddziale Specjalnym Sztabu Naczelnego Wodza w Londynie. Pozostawał pod dowództwem brytyjskim do grudnia 1946 roku. W 1947 roku wrócił po narzeczoną, jednak pozostał w Polsce. Pracował przy odbudowie fabryk papierniczych. Po 1951 roku pracował w radomskich zakładach pracy, m.in. w Zjednoczeniu Instalacji Sanitarnych Budownictwa Miejskiego, Przedsiębiorstwie Transportowym Handlu Wewnętrznego jako pracownik fizyczny. Od końca lat 50. – jako chałupnik w Spółdzielczości Pracy i na rencie inwalidzkiej.

## Awanse
- plutonowy – ze starszeństwem z dniem 1 stycznia 1944 roku
- sierżant – ze starszeństwem z dniem 18 października 1944 roku
- podporucznik –

## Odznaczenia
- Krzyż Srebrny Orderu Virtuti Militari nr 13492[1]
- Krzyż Walecznych
- Krzyż Wojenny (Francja).

## Życie rodzinne
Był synem Juliana, stolarza w PKP, i Antoniny z domu Tuszyńskiej. W 1947 roku ożenił się Zofią Kuczyńską (1918–1987). Mieli czworo dzieci: Barbarę zamężną Mańkę (ur. w 1948 roku), Marię zamężną Staszewską (ur. w 1951 roku), Ewę zamężną Markhauser (ur. w 1953 roku) i Władysława.